# Grewia newtonii
Grewia newtonii är en malvaväxtart som beskrevs av Karl Ewald Maximilian Burret. Grewia newtonii ingår i släktet Grewia och familjen malvaväxter. Inga underarter finns listade i Catalogue of Life.